# 岡村亜紀
岡村 亜紀（おかむら あき、1979年11月16日 - ）は、京都府出身の女優。松竹芸能所属。本名は岡村 亜紀子。
身長162cm。血液型A型。趣味はボディボード、旅行、登山。特技は料理、日本舞踊、フラダンス、ピアノ、バスフィッシング。

## 出演作品

### 映画
- 化粧師 KEWAISHI（2002年） - 劇団研修生 役
- 新・極道の妻たち

### テレビドラマ
- 部長刑事
- あすか（1999年 - 2000年） - ユミ 役（準レギュラー）
- 金曜エンタテイメント 京都祇園芸奴シリーズ 第6作「京絵皿殺人事件」（2000年） - 豆雛 役
- 熱血!周作がゆく（2000年） - おゆき 役
- 京都夢情ロマンス 西洋骨董通り物語（2002年）
- 牙狼-GARO-（2005年） - 目黒幸子 役
- 女帝 第1 - 3話（2007年）

### テレビ番組
- 東京天使（2003年） - エンジェル 役
- 評判!なかむら屋（2006年 - 2010年） - 常連客 役
- スパイスTV どーも☆キニナル!（2008年 - 2010年）
- キッチンノート
- クイズ!ヘキサゴン
- 生活ほっとモーニング
- 美LIVE

### オリジナルビデオ
- 難波金融伝ミナミの帝王29「闇の代理人」（2004年）

### 舞台
- 天童よしみ特別公演（2002年）
- D.S.U リレイヤー3（2003年） - 主演：峰島つぐみ 役
- OTODAMA（2004年）
- D.S.U See You あげいん（2005年） - 主演：美恵 役

### CM
- アース製薬 モンダミン
- 江崎グリコ 3C
- サラヤ ラカントS
- JR西日本
- J-PHONE
- ハウス食品 好きやねん

### PV
- SMAP Triangle（2005年）